# 里田まい with 合田家族 (アルバム)
『里田まい with 合田家族』（さとだまい ウィズ ごうだかぞく）は、里田まい with 合田家族の初ミニアルバム。2009年12月9日発売。発売元は、株式会社よしもとアール・アンド・シー。

## 解説
『クイズ!ヘキサゴンII』から生まれたユニット里田まい with 合田家族の初アルバム。
ヘキサゴンから生まれたユニットで初めて1つのユニットのみのアルバムとなる。
ジャケットは、女性3人から藤本はやや離れて写っている。
2009年10月21日に発売された「WE LOVE ヘキサゴン2009」に収録されなかった限定シングル「もうすぐクリスマス」や今までDVDに入ることの無かった里田まい with 合田兄妹と合田家族のPVが収録されている。
島田紳助によるとオリコンチャートベスト10入りを達成しないと罰ゲームを行うとの事。藤本は罰ゲームを逃げる発言をしたが「罰ゲームはフジモンが一人で行え」と言われている。しかしアルバムは、チャートで初登場8位にランクインし、結果的に罰ゲームはなしとなった。

## CDタイプ
- 初回盤A･･･2300円
  - DVD付
- 初回盤B･･･2300円
  - DVD付
- 通常盤･･･1800円
  - CDのみ

## 収録内容

### CD
1. Don't leave me
  - 作詞：カシアス島田、作曲：高原兄
2. バイバイ
  - 作詞：カシアス島田、作曲：高原兄

合田兄妹の楽曲。
3. もうすぐクリスマス
  - 作詞：カシアス島田、作曲：高原兄

合田兄妹の楽曲。
4. Mr.ジゴロ
  - 作詞：カシアス島田、作曲：TOZY
5. かわいい悪魔
  - 作詞：カシアス島田、作曲：高原兄
6. You are my everything
  - 作詞：カシアス島田、作曲：RYOEI
  - 里田まい with 合田兄妹の2ndシングル「バイバイ」以降の曲としては珍しく、ピンク・レディーのオマージュ的要素が入っていないバラード系の曲になっている。2009年11月25日放送で披露した際、藤本は三人の後ろで見守るような形で立っている。後に同じ歌詞がベースの楽曲Paboの「恋」が発売された。
  - 作曲者のRYOEIが2010年1月20日発売の自身のアルバム『ブーゲンビリア』でセルフカバーしている。

### DVD
初回盤A
1. 「バイバイ」MUSIC VIDEO
2. 「もうすぐクリスマス（TV SIZE）」MUSIC VIDEO
3. 「Don't leave me」MUSIC VIDEO

初回盤B
1. 「Mr.ジゴロ」MUSIC VIDEO
2. お台場合衆国2009 ライブ映像（2009年8月11日収録）
  1. 「バイバイ」
  2. 「Don't leave me」

## 初回生産限定封入特典
- トレーディングカード（全12種類）